# ガッツ (オリヴィア・ロドリゴのアルバム)
『ガッツ』（英:Guts）は、オリヴィア・ロドリゴの２枚目のオリジナルアルバム。2023年9月8日にゲフィン・レコードからリリースされた。

## 概要
2021年にリリースされ大ヒットを記録したデビュー・アルバム『サワー』は同年における最大の週間売上で全米アルバム・チャート初登場1位を獲得、第64回グラミー賞では7部門にノミネートされたうち、最優秀新人賞、最優秀ポップ・ソロ・パフォーマンス賞、最優秀ポップ・ボーカル・アルバム賞の3部門の受賞をした。前作『SOUR (サワー)』と同様、プロデューサーのダニエル・ニグロとの共作となっており、約２年ぶりのアルバムとなる。
国内盤CDは、７インチサイズ紙ジャケット仕様のパッケージに、封入特典 (写真集、ポスター、ロゴステッカー、トレーディングカード６種類の中からランダム封入) が付いた日本独自企画の初回生産限定デラックスエディションでもリリースされる。

## 収録曲

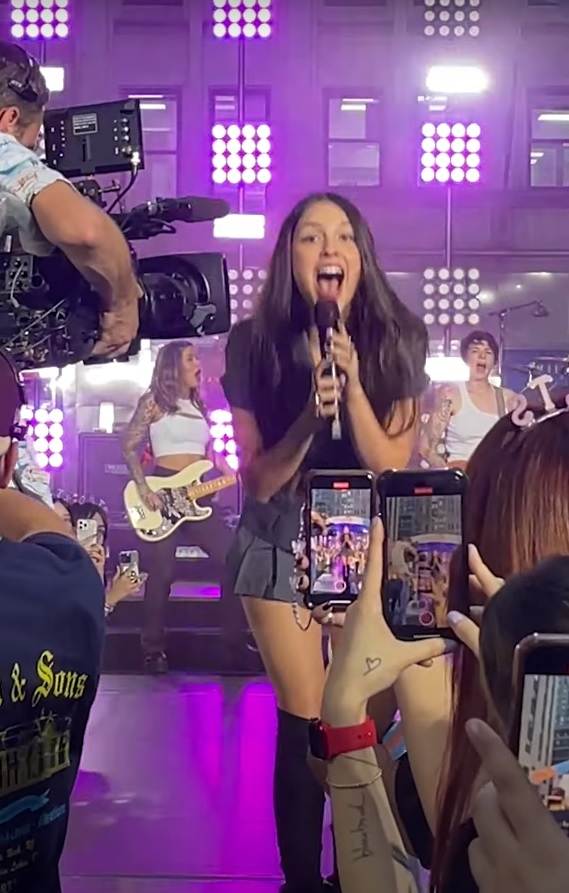
トゥデイで"Get Him Back"を歌うオリヴィア

| ♯   | タイトル                                     | 時間  |
| --- | -------------------------------------------- | ----- |
| 1.  | オール・アメリカン・ビッチ                   | 2:45  |
| 2.  | バッド・アイディア・ライト？                 | 3:04  |
| 3.  | ヴァンパイア                                 | 3:39  |
| 4.  | レイシー                                     | 2:57  |
| 5.  | バラッド・オブ・ア・ホームスクールド・ガール | 3:23  |
| 6.  | メイキング・ザ・ベッド                       | 3:18  |
| 7.  | ロジカル                                     | 3:51  |
| 8.  | ゲット・ヒム・バック！                       | 3:31  |
| 9.  | ラヴ・イズ・エンバラシング                   | 2:34  |
| 10. | ザ・グラッジ                                 | 3:09  |
| 11. | プリティ・イズント・プリティ                 | 3:19  |
| 12. | ティーンエイジ・ドリーム                     | 3:42  |
|     |                                              | 39:12 |